# إيرين باريديس
إيرين باريديس (بالإسبانية: Irene Paredes) (4 يوليو 1991 بليغاثبيا في إسبانيا - ) هي لاعبة كرة قدم إسبانية في مركز الدفاع. شاركت مع منتخب إسبانيا لكرة القدم للسيدات ومنتخب بلاد البشكنش لكرة القدم للسيدات ‏. أما مع النوادي، فقد لعبت مع أتلتيك بيلباو وريال سوسيداد للسيدات وAthletic Bilbao (women) ‏.

## وصلات خارجية
- إيرين باريديس على موقع الاتحاد الدولي (مؤرشف)  (الإنجليزية)
- إيرين باريديس على موقع الاتحاد الأوربي (الإنجليزية)
- إيرين باريديس على موقع إي إس بي إن إف سي (الإنجليزية)
- إيرين باريديس على موقع قاعدة بيانات كرة القدم.إي يو (الإنجليزية)
- إيرين باريديس على موقع ليكيب (الفرنسية)
- إيرين باريديس على موقع Soccerway.com (الإنجليزية)
- إيرين باريديس على موقع عالم كرة القدم.نت (الإنجليزية)
- إيرين باريديس على موقع اللجنة الأولمبية الدولية (الإنجليزية)